# Іване-Пусте (станція)
Іва́не-Пусте́ — тупикова залізнична станція Тернопільської дирекції Львівської залізниці на неелектрифікованій лінії Вигнанка — Іване-Пусте (завдожки 59 км). Розташована на західній околиці села Іване-Пусте Чортківського району Тернопільської області. У напрямку Тернополя наступним пасажирським зупинним пунктом є  Гермаківка. З боку Гермаківки знаходиться нерегульований залізничний переїзд.

## Історія
Станція відкрита у 1898 році, завершивши південну гілку Тернопіль — Вигнанка — Іване-Пусте. Надалі планувалося продовжити залізницю, про що свідчать добре збережені мости: один — у східній частині села Іване-Пусте, у напрямку на Кам'янець-Подільського, другий — на південь, у напрямку на Мельниці-Подільської, а третій — на південний схід від Іване-Пустого у напрямку села Кудринці. Досі існують залишки земляних насипів на схід від села, так званий «Слов'янський шлях», що мав сполучити залізницею порти Адріатичного моря з Санкт-Петербургом, проте будівництву перешкодила Перша світова війна та втрата Австро-Угорщиною цих територій.
За радянських часів виконувала значні вантажоперевезення. Зі станції були під'їзні колії на зернозаготівельний пункт та вугільний склад.
З відкриттям біля села Пилипче кар'єру з видобування вапняку відновлено рух вантажних поїздів у цьому напрямку.
Добудова залізничної гілки від Іване-Пусте до станції Кам'янець-Подільський, могла б оживити лінію та надати новий поштовх для розвитку сполучення.
У 2003 році на залізничній станції відбувалися зйомки епізодів фільму «Тато»[джерело?].

## Пасажирське сполучення
До 13 травня 2019 року до станції курсував двічі на добу приміський поїзд сполученням Тернопіль — Іване-Пусте.
З 13 травня 2019 року маршрут руху двох пар приміського дизель-поїзда № 6273/6276 (денний рейс), № 6279/6272 (вечірній рейс) сполученням Тернопіль — Іване-Пусте, був скорочений до станції Борщів.
З червня 2020 року пасажирське сполучення зі станцією припинено на невизначений час.